# Îles Shepherd
Les îles Shepherd (prononcé en français : [ʃeˈpɛʁd]) sont un archipel de petites îles du Vanuatu, dans la mer de Corail et dans la province de Shéfa, d'une superficie totale de 88 km2.

## Géographie
Les îles volcaniques sont de création récente, principalement formées de cônes, avec récif frangeant ancien. Les plus petites îles pourraient être « les décombres d'une île volcanique plus vaste, l'île de Kuwaé, dont la caldeira coincée entre les îles de Tongoa et Épi, aurait explosé vers l'an 1452. » (Atlas:74)
- îles principales :
  - Tongoa (Kuwaé), 40,67 km2, Morua,
  - Émaé (Mai), 33 km2, Makala,
- autres îles : et 
  - Tongariki, 5,6 km2, Lawaima,
  - Makura (Emwae), 1,8 km2, Malakof,
  - Mataso (Matah), 1,7 km2, Na'asang (Nasanga),
  - Buninga, 1,3 km2, Munpohai,
  - Monument (Étarik),
- îlots inhabités :
  - Laika, 0,4 km2,
  - Éwose,
  - Faléa,
  - Wot.

Émaé et Tongoa sont les plus grandes.
La région comprend deux volcans sous-marins, Kuwae et Makura. Les îles sont disposées principalement sur le pourtour des caldeiras de ces volcans.
Émaé est l'île la plus haute, culminant à 644 mètres. Tongariki et Nguna culminent quant à elles à 500 mètres.
La population est de 3 634 habitants en 2009, dont les deux tiers sur Tongoa.

## Histoire
Cook baptise l'archipel le 25 juillet 1774, en l'honneur du professeur d'astronomie à Cambridge Antony Shepherd (1721-1796), et ami.

## Infrastructures
Tongoa et Émaé ont quelques routes. Le réseau routier se compose de pistes difficiles. Les entiers pédestres sont nombreux.
L'archipel dispose de deux aérodromes : Worafiou (Tongia) et Aromaï (Émaé).
Les mouillages sont rares.

## Économie
L'agriculture (igname, manioc, patate douce, kava) et la pêche sont traditionnellement d'autoconsommation.
Émaé et Tongoa ont adopté les cocoteraies, qui ont repoussé le maraîchage.
Aucune exploitation forestière n'est envisageable.
La surexploitation des trocas, après l'indépendance (1980), a dépeuplé les platiers de Matasso.
L'émigration de la jeunesse tongienne est importante vers Luganville et Port-Vila, du fait d'un taux de chômage important.

## Langues
La plupart de ces îles sont peuplées de Mélanésiens, comme le reste du Vanuatu, mais Émaé qui est partiellement, à la pointe orientale de Makata, une exclave polynésienne possède une langue polynésienne, l'emae.
D'après Ethnologue.com, il y a trois langues parlées dans les autres îles :
- l'éfaté du Nord, parlé à Nguna et Tongoa ;
- le namakura, parlé à Mataso, Makura, Tongoa et Tongariki ;
- le lelepa, parlé à Lelepa.

Ces langues sont également parlées sur Éfaté et présentent des liens de parenté étroits avec les autres langues d'Éfaté, ainsi qu'avec les langues du centre du Vanuatu.